# Otto Wilhelm von Struve
Attention de ne pas le confondre avec son petit-fils Otto Struve (1897–1963)
Otto Wilhelm von Struve (7 mai 1819 (25 avril dans le calendrier julien) à Dorpat, maintenant Tartu en Estonie – 14 avril 1905 à Karlsruhe en grand-duché de Bade) est un astronome sujet de l'Empire russe d'origine ethnique allemande. En russe, son nom est écrit Отто Васильевич Струве et retranscrit Otto Vassilievitch Strouve.

## Biographie
Otto Wilhelm von Struve était le fils de Friedrich Georg Wilhelm von Struve et le grand-père d'Otto Struve. Il eut deux fils : Ludwig Struve (1er novembre 1858 – 4 novembre 1920) - père d'Otto Struve - et Hermann Struve (3 octobre 1854 – 12 août 1920).
Il travailla comme assistant de son père et lui succéda comme directeur de l'observatoire de Poulkovo (jusqu'en 1889). En 1885 une lunette de 30 pouces fut installée à Poulkovo, la plus grande du monde à l'époque. Il continua les travaux de son père en découvrant des étoiles doubles. Il observa également les satellites d'Uranus et de Neptune, et mesura la taille des anneaux de Saturne.
Il obtint la médaille d'or de la Royal Astronomical Society en 1850.
L'astéroïde (768) Struveana fut nommé en son honneur ainsi qu'en celui de Friedrich Georg Wilhelm von Struve et d'Hermann Struve.